# Isidoro Armendáriz García
Isidoro Armendáriz García es un político mexicano, nacido en San José de Gracia (municipio), Aguascalientes, actualmente es candidato al  Senado de la República (México) por el Partido Revolucionario Institucional en las elecciones que habrán de realizarse el 1 de julio de 2012.

## Biografía
Nacido en el año de 1959 en el seno de una humilde familia campesina radicada en San José de Gracia (municipio), Aguascalientes, Isidoro desde joven comprendió la importancia de la formación académica, por lo que cursó sus estudios básicos en el Municipio de San José de Gracia así como en Pabellón de Arteaga (municipio)  por la inexistencia de planteles de educación secundaria y preparatoria en su Municipio natal. Finalmente habría de viajar a la Ciudad de México para iniciar su formación universitaria y así obtener el título en Administración de Empresas por la máxima casa de estudios del país.
En el aspecto personal Isidoro Armendáriz, se encuentra casado con la Sra. Barbara Femat Fuentes con quien contraería nupcias en el templo del Encino en la ciudad de Aguascalientes en el año 1994. De dicho enlace, habrían de nacer en años posteriores una hija y un hijo, quienes actualmente se encuentran siguiendo y apoyando los pasos de su padre.

## Desarrollo Profesional
El Lic. Isidoro Armendáriz García ha destacado en distintos ámbitos; Como catedrático se destacó en la Universidad Autónoma de Aguascalientes, en la Escuela Normal Superior del Estado de Aguascalientes, así como en la Universidad Panamericana (México) Campus Bonaterra.
Cabe destacar que Armendáriz ha colaborado como articulista en distintos medios de comunicación, entre ellos los periódicos "Hidrocálido" y "El Sol del Centro", además ha colaborado como analista político en el conocido programa de radio "Buenos Días Aguascalientes", teniendo así una participación ininterrumpida en la vida pública de Aguascalientes por más de 25 años.

## Vida política
Indudablemente, Isidoro Armendáriz García ha sido uno de los políticos aguascalentenses más influyentes en los últimos años para este céntrico estado de la República Mexicana. Recientemente ejerció el cargo de Secretario de Bienestar y Desarrollo Social del Gobierno del Estado de Aguascalientes, de la misma forma, durante las Elecciones estatales en Aguascalientes de 2010, Armendáriz García fue Presidente del Comité Directivo Estatal del Partido Revolucionario Institucional.

## Publicaciones Bibliográficas
- Glosario de Términos Campesinos.

- Las Cámaras Locales en la Esfera de la Sucesión Presidencial.

- El Partido Simétrico del Siglo XXI.

- Iris de una Convención, 1914.

- Amarres del Presidencialismo.

- Olimpiada Electoral, 1991.

- Aculturación Ejidal y Reforma Campesina.

- Nudos y Alternancia del Poder Político en Aguascalientes.